# Linton (Dakota du Nord)
Pour les articles homonymes, voir Linton.
La ville de Linton est le siège du comté d'Emmons, dans l’État du Dakota du Nord, aux États-Unis. Sa population, qui s’élevait à 1 097 habitants lors du recensement de 2010, est estimée à 978 habitants en 2019.

## Histoire
Linton a été fondée en 1898.

## Démographie
| 1910 | 1920  | 1930  | 1940  | 1950  | 1960  |
| ---- | ----- | ----- | ----- | ----- | ----- |
| 644  | 1 011 | 1 192 | 1 602 | 1 675 | 1 826 |

| 1970  | 1980  | 1990  | 2000  | 2010  | - |
| ----- | ----- | ----- | ----- | ----- | - |
| 1 695 | 1 561 | 1 410 | 1 321 | 1 097 | - |

## Galerie photographique

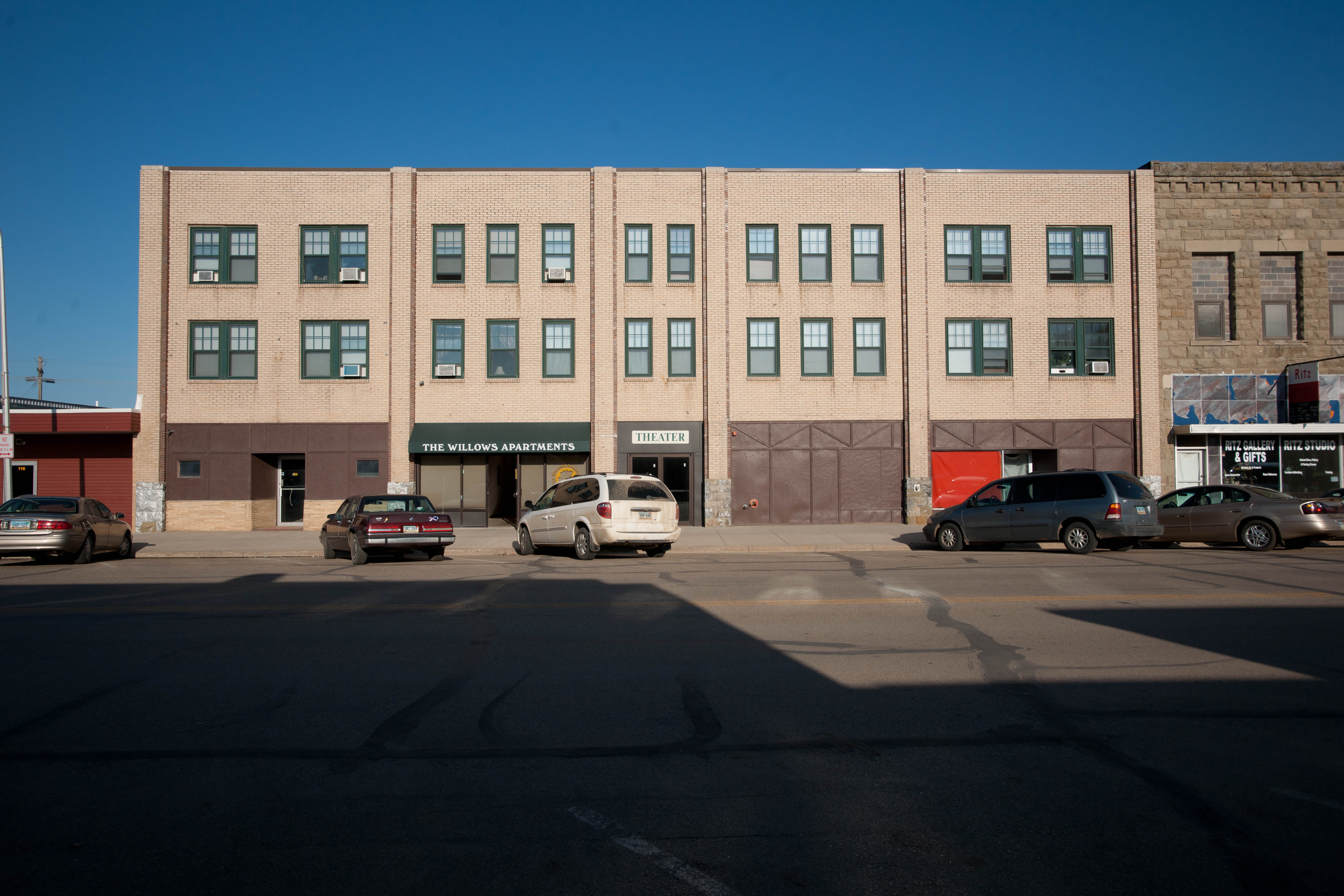
Le Willows Hotel en 2009